# Nixe

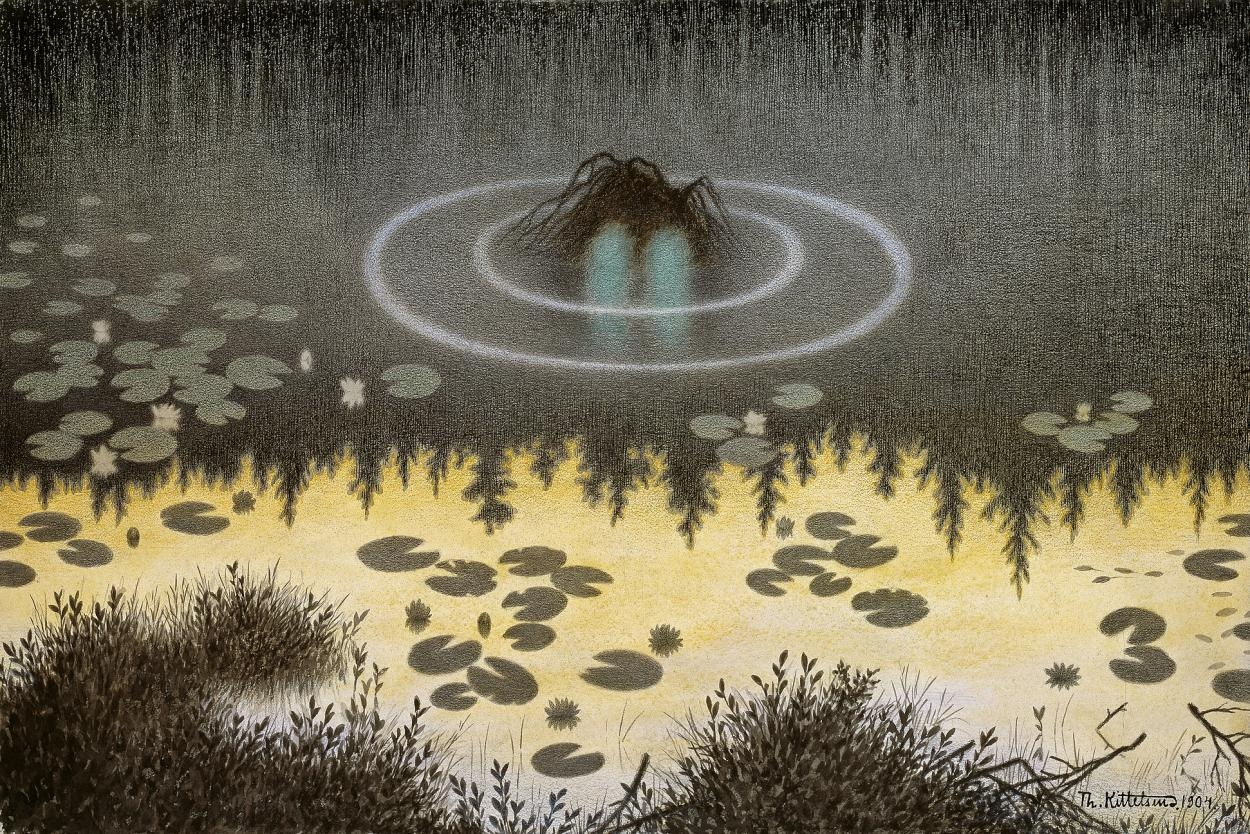
Theoder Kittelsen, Nøkken, 1904

Nixe či neck je vodní démon z germánského folklóru podobný slovanskému vodníkovi. Jeho podoba je napůl lidská, napůl rybí, ale může na sebe vzít i zcela lidskou podobu. Chovají se zpravidla zlovolně, lze si je však snadno naklonit dárky. V některých se věřilo že podvrhují děti a topí lidi, existuje také podání o tom že si berou lidské dívky a mohou s nimi mít děti.
Jméno těchto bytostí je odvozeno z pragermánského *nikwus nebo *nikwis(i), které vychazí z praindoevropského *neigw „mýt“. V různých jazycích má řadu variant:
- neck, knucker – angličtina
- nøkk – dánština
- nix, nixe, nixie – němčina
- nikker - nizozemština
- näck, nek - švédština
- nøkk, nykk – norština

Toto označení pro vodního démona proniklo i do negermánských jazyků:
- näkk - estonština
- näkki – finština

Podobnými bytostmi v germánském folklóru jsou skandinávský fossegrim a bäckahäst. Druhý jmenovaný se objevuje jako bílý kůň a podobá se tak skotskému kelpiemu. Jako nixe je označována i rýnská Loreley.